# Linkbelt Oval
Le Linkbelt Oval est un stade de la République de Nauru située dans l'océan Pacifique, au nord-est de l'Australie.

## Caractéristiques
Le Linkbelt Oval est situé sur la plaine côtière de Nauru, dans l'Ouest de l'île, dans le district d'Aiwo. Il est entouré au nord par le tapis roulant transportant le minerai de phosphate raffiné depuis la raffinerie jusqu'aux phosphatiers via les structures cantilevers, au sud-est par la raffinerie de phosphate et à l'ouest par la Island Ring Road, l'unique route faisant le tour de l'île.
Le stade n'est composé que d'un terrain et n'est pas encadré par des tribunes permanentes, les 3 000 spectateurs au maximum se massant à la limite du terrain ou s'installant sur des tribunes temporaires. Ce terrain recouvert de débris de roche phosphatée est de piètre qualité ce qui ne permet pas aux compétitions internationales de s'y dérouler. Il s'y pratique des matches de football australien.
Il est aussi appelé Aida Oval du nom d'une équipe d'athlétisme de l'île qui y fait ses entraînements. À côté du Linkbelt Oval se trouvent les bureaux de l'Association de football australien de Nauru, en anglais Nauru Australian Football Association, abrégé en NAFA, qui est chargée de l'organisation du championnat national.

## Histoire
Le Linkbelt Oval a été construit par la Nauru Phosphate Corporation.

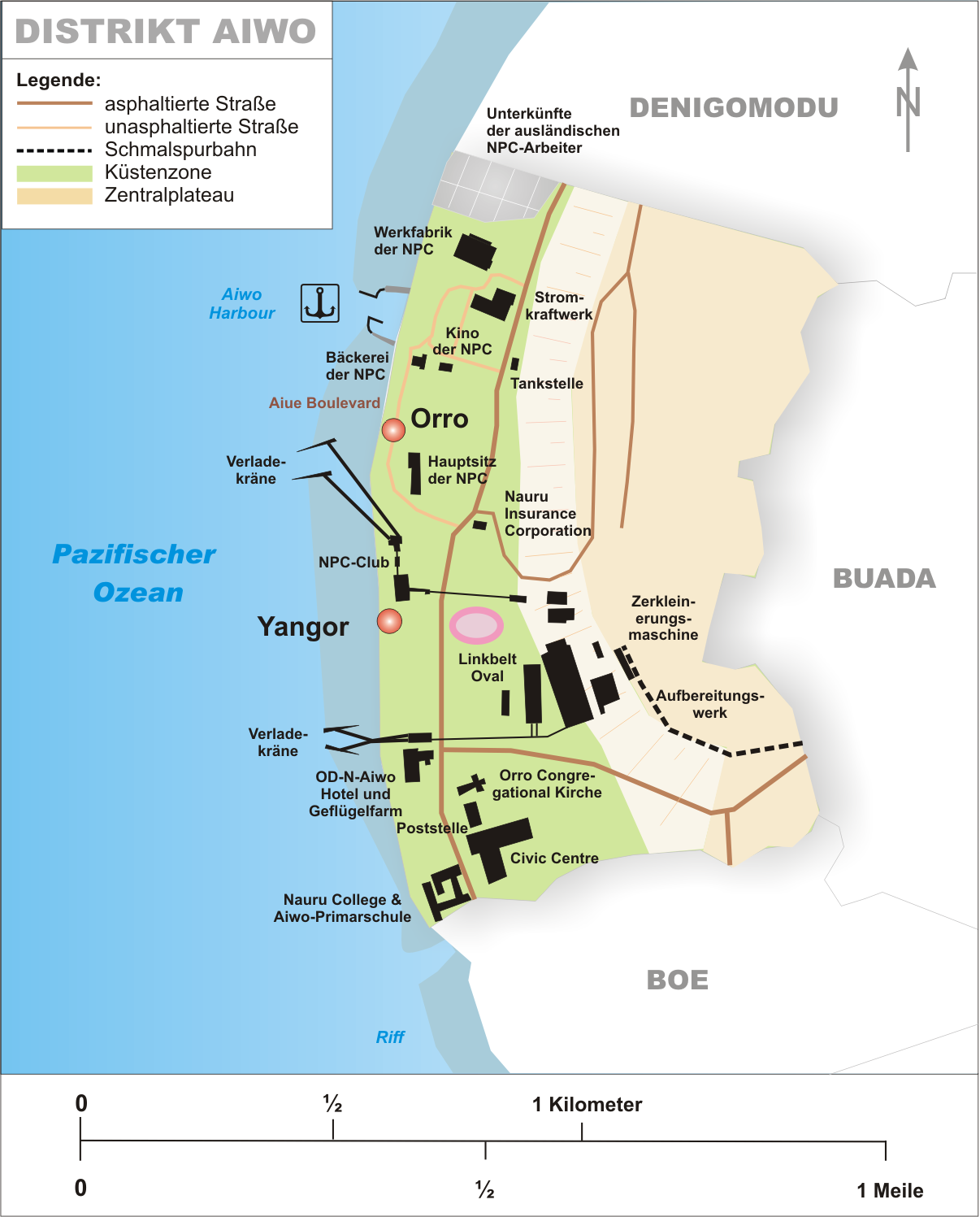
Carte du district d'Aiwo avec le Linkbelt Oval au centre.
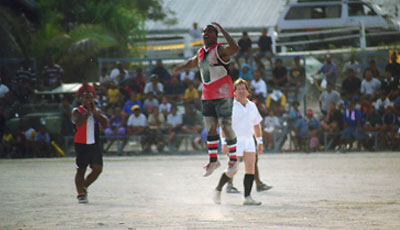
Partie de football australien en 1999.
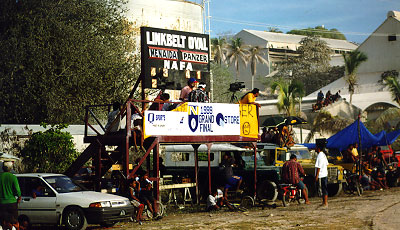
Panneau d'affichage des scores du Linkbelt Oval.